# Райнхард Генцел
Райнхард Генцел (на немски: Reinhard Genzel) е германски астрофизик, съосновател на Института Макс Планк за извънземна физика и носител на Нобелова награда за физика от 2020 г. за приноса си към откриването на свръхмасивно компактно тяло в центъра на Млечния път.

## Биография
Генцел е роден на 24 март 1952 г. в Бад Хомбург, тогава в Западна Германия. Той е син на Ева-Мария Генцел и Лудвиг Генцел, който е преподавател по физика на твърдото тяло. Райнхард Генцел записва да учи физика във Фрайбургския университет, а после и в Бонския университет, където завършва докторантурата си през 1978 г. След това работи в Харвард-Смитсоновия център за астрофизика в Кеймбридж, Масачузетс. Впоследствие е назначен за доцент, а по-късно и за професор в департамента по физика към Калифорнийския университет – Бъркли. През 1985 г. е избран за член на Американското физическо общество. През 1986 г. напуска Бъркли, за да стане директор на Института Макс Планк за извънземна физика в Гархинг бай Мюнхен, както и член на дружеството Макс Планк. Води лекции и в Мюнхенския университет, където е почетен професор от 1988 г. От 1998 г. е чуждестранен член на Френската академия на науките, а от 2000 г. – на Националната академия на науките на САЩ. През 2008 г. получава награда Шао, след като доказва, че в центъра на Млечния път се намира свръхмасивна черна дупка. Впоследствие става член на комисията за подбор на наградата. От 2012 г. е чуждестранен член на Британското кралско научно дружество.

## Научна дейност
Райнхард Генцел работи в главно в сферата на инфрачервената и субмилиметровата астрономия. Той и научната му група са активни в разработката на наземни и космически инструменти за астрономията. Те следят движението на звездите в центъра на Млечния път и около Стрелец А* и доказват, че се обектите се въртят в орбита около много масивен обект, за който днес се знае, че представлява черна дупка. Генцел работи и в сферата на образуването и еволюцията на галактиките.
През юли 2018 г. екипът на Генцел докладва, че звездата S2 около Стрелец А* се движи със 7650 km/s или 2,55% от скоростта на светлината към перицентъра си през май 2018 г., на около 120 астрономически единици от Стрелец А*. Това им позволява да измерят червеното отместване, предсказано от общата теория на относителността при релативистични скорости, с което добиват допълнителни доказателства в подкрепа на теорията си.
През 2020 г., заедно с Андреа Гез и Роджър Пенроуз, Генцел е удостоен с Нобелова награда за физика за приноса им към откриването на свръхмасивно компактно тяло в центъра на галактиката ни.